# Accipiter chilensis
El  peuquito (Accipiter chilensis), también conocido como gavilán chileno, es una especie de ave falconiforme de la familia Accipitridae que habita en Chile, desde la región de Valparaíso hasta la provincia de Tierra del Fuego; así como en Argentina, donde puede encontrarse entre las provincias de Neuquén y Tierra del Fuego, en lo que se conoce como la ecorregión de «bosque templado austral».

## Descripción
Dimorfismo sexual inverso. Tiene una longitud de 36-39 cm en el macho y 41-46 cm en la hembra. Presenta alas cortas y redondeadas y cola relativamente larga. El adulto es gris oscuro por encima y gris claro con bandas transversales blancuzcas en pecho y abdomen. Calzones café rojizo. Algunos ejemplares pueden presentar tonalidad café rojiza en el pecho y abdomen. El juvenil difiere del adulto por tener en general una tonalidad café en vez de gris en todo el cuerpo y por poseer pintas longitudinales café oscuro en el pecho y abdomen. Su vuelo es rápido y ágil, con aleteos frecuentes.

## Comportamiento
Muy críptico y discreto. Se percha entre densos árboles para acechar a su presa, a las cuales sigue en persecución de vuelo batido a gran velocidad entre el bosque o bien en el campo abierto circundante. Vuela muy rápido entre el bosque pudiendo pasar por espacios reducidos, y realizar virajes bruscos y cerrados a alta velocidad. Es un ave sedentaria, excepto los individuos que viven en zonas altas con nevazones invernales, donde pueden existir migraciones altitudinales hacia zonas más bajas para pasar el invierno.

## Reproducción

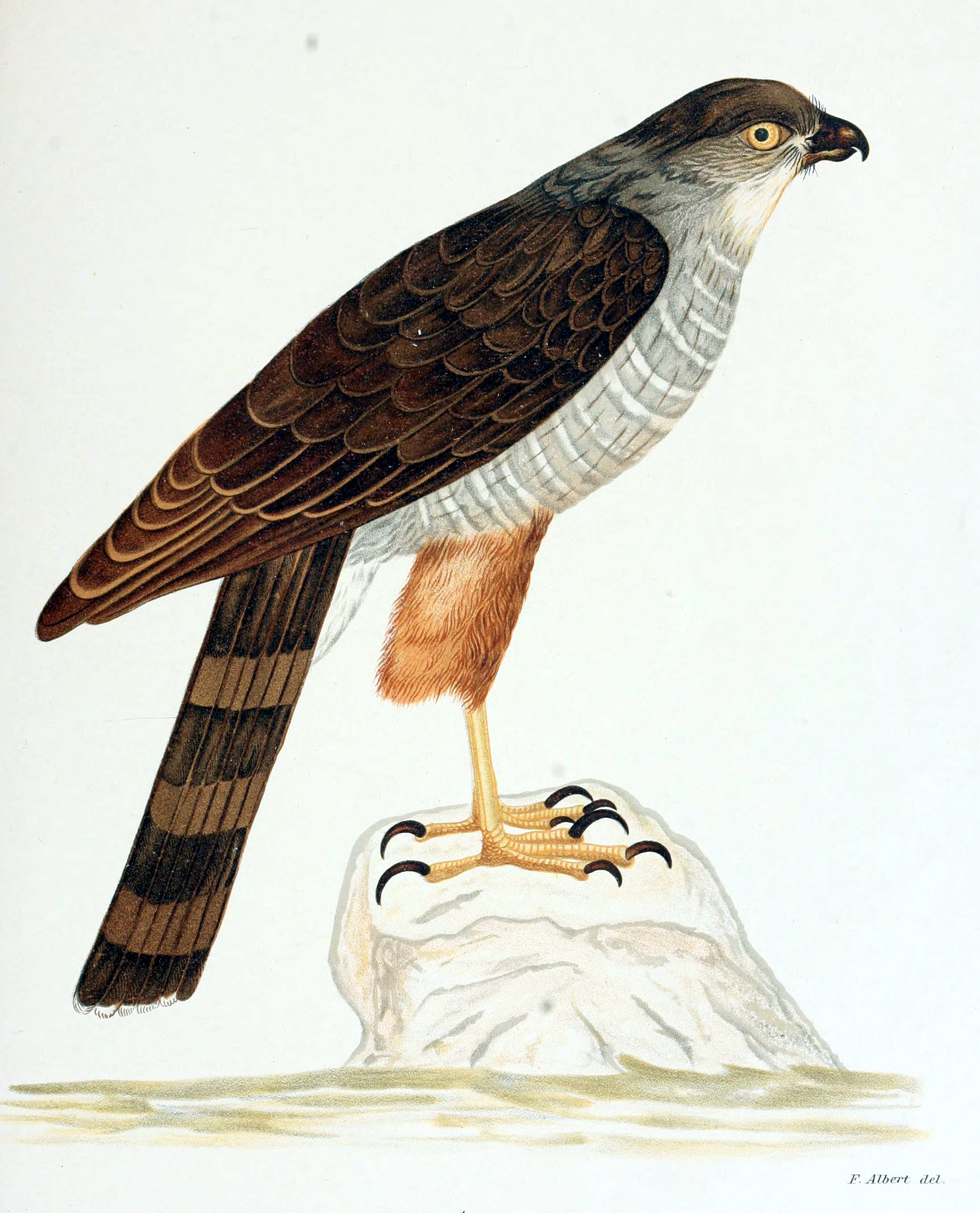
Ilustración de un peuquito macho en «Figuras i descripciones de aves chilenas», Anales del Museo Nacional de Chile, 1902

Monógamo. El período reproductivo se extiende entre finales de octubre y finales de febrero. En octubre el macho comienza a traspasar presas para cortejar a la hembra. En noviembre construye un nuevo nido y repara uno utilizado anteriormente. La incubación tiene lugar en diciembre, dura entre 20-21 días. Los pollos nacen entre finales de diciembre y comienzos de enero. La crianza de pollos se extiende entre enero y febrero.

## Dieta
La dieta del peuquito se basa principalmente en pequeña aves, algunos tipos de roedores y ocasionalmente insectos y lagartijas. Algunas de las especies que se han clasificado como parte de la dieta del peuquito son: el rayadito, el jilguero, el fiofío, el zorzal y el diucón.

## Estado de conservación
La densidad real de esta especie necesita de más estudios, sin embargo se ha considerado una especie rara, y en Chile está protegida por la ley de caza. Su población ha disminuido debido a la desaparición de su hábitat y a la caza indiscriminada. Está incluida en el Apéndice II de CITES.